# Josep Manel Casany
|  | No s'ha de confondre amb el cantant José Manuel Casañ. |

Josep Manel Casany (Montcada, Horta Nord, 1963) és un actor polifacètic (teatre, cine, televisió i doblatge) i director de teatre valencià. És germà de la també actriu Maribel Casany. El 2017 va ser finalista als Premis Max per la seva interpretació a Hamlet Canalla.
Com a actor de teatre ha treballat en companyies valencianes importants com Albena Teatre o Moma Teatre, però sobretot a la Companyia de Teatre Micalet, participant en un dels seus èxits més sonats com és l'espectacle musical Ballant, ballant, i en 2015 amb Yutaka Teatro, Glups!. Al Teatre Nacional de Catalunya ha participat en el muntatge d'Un mes al camp, d'Ivan Turguénev, sota la direcció de Josep Maria Mestres. El 2017 va fer El sopar dels idiotes al Teatre Calderón (Alcoi).
A la televisió ja participat en diverses ficcions valencianes del Canal 9, amb papers protagonistes a sèries històriques com Herència de sang o A flor de pell. També ha participat en sèries més recents com Negocis de família o Maniàtics, o a les produccions de Conta Conta i Albena Teatre per a la TVV com Socarrats, Per nadal, torrons o Evolució. El darrer treball en què ha participat per a Canal 9 han estat les sèries Unió Musical Da Capo i L'Alqueria Blanca. També ha interpretat alguns papers a sèries de televisió d'àmbit espanyol com Policías (Antena 3), El comisario o Hospital Central (Telecinco).